# Força de Gendarmaria Europeia
A Força de Gendarmaria Europeia (EUROGENDFOR ou EGF) foi criada por um acordo celebrado em 2006 entre cinco membros da União Europeia: França, Itália, Espanha, Portugal e os Países Baixos. A sua finalidade é a criação de uma força de gendarmaria europeia, para intervenções que venham a ser necessárias. Desta força só participam Países europeus que tenham gendarmarias (polícias com caráter militar), sendo que  observando-se estas regras, qualquer país que as preencha poderá participar desta força. 
A EGF tem base em Vicenza, no nordeste da Itália, e tem um núcleo de cerca de 800-900 membros prontos para intervir no prazo de 30 dias. Isto inclui elementos da Gendarmaria da França, a italiana Carabinieri, a holandesa Koninklijke Marechaussee, a portuguesa Guarda Nacional Republicana, a Jandarmeria Română e a Guarda Civil Espanhola. Um reforço com 2 300 membros adicionais estarão disponíveis em modo de espera. 
A Ministra da Defesa francesa, Michèle Alliot-Marie, propôs pela primeira vez a criação desta força em setembro de 2003. A implementação do acordo foi finalmente assinado pelos ministros da Defesa dos cinco países em 17 de setembro de 2004 em Noorwijk, nos Países Baixos. 
Em 23 de janeiro de 2006, a EGF foi inaugurada oficialmente durante uma cerimónia militar, no quartel general Chinotto, em Vicenza. 
A EGF foi declarada plenamente operacional em 20 de julho de 2006, na sequência da reunião de Alto Nível Interministerial em Madrid, na Espanha, e seu segundo exercício de Postos de Comando (CPX), que teve lugar entre 19-28 de abril de 2006. A primeira CPXx foi realizada no Centro Nacional de Treino da Gendarmaria em Saint-Astier, na França, em junho de 2005. 
Em 10 de outubro de 2006, a Polónia indicou que gostaria de aderir à EGF.
Após a adesão da Roménia à União Europeia, a Jandarmeria Română, procurou ser aceite como observador permanente da Força Gendarmeria Europeia, como um primeiro passo para a plena adesão. Em 3 de março de 2009, a Gendarmeria romena tornou-se membro de pleno direito da Força Gendarmeria Europeia.
Além destes participam efetivamente como parceiros as Gendarmerias da Polónia e da Lituânia e como Observador a Gendarmaria da Turquia.
Outros países europeus, como a Alemanha não participa devido à sua constituição não permitir a utilização de forças militares em serviços de polícia e a Grã-Bretanha que não possui gendarmaria, também não integram a nova força de intervenção.